# Marimatha auriferana
Marimatha auriferana är en fjärilsart som beskrevs av Embrik Strand 1917. Marimatha auriferana ingår i släktet Marimatha och familjen nattflyn. Inga underarter finns listade i Catalogue of Life.